# علي محمد علي
علي محمد علي صالح محمد علي معلق مصري يعمل في بي إن سبورت وهو مسؤول قسم المعلقين ومحللين بالقناة.

## المهنة
- عمل كمعلق رياضي في قناة النيل بين عامي 98 و2003
- عمل كمعلق رياضي في التلفزيون المصري بين عامي 2000 و2003 وكذلك في إذاعة الشباب والرياضة
- عمل كمعلق لتلفزيون قطر عام 2003
- انضم للجزيرة الرياضية منذ انطلاقتها

## أبرز الأحدات التي علق عليها
قام بالتعليق على العديد من المباريات المصرية والعربية والأفريقية والأوروبية، ومن أبرز الأحداث التي علق عليها نهائي كأس العالم 1998، ولقاء الأهلي والزمالك (3 مرات) ونهائي الأمم الأوروبية 2000وكوبا أمريكا، ونهائي كأس إنكلترا 2004، بالإضافة لـ الدوري الإسباني.... والدوري الإيطالي.... والدوري القطري.... وكأس الخليج... والكثير غيرها ، ويشتهر بتشجيعه لنادي فالنسيا الإسباني.